# Para elektronowa
Para elektronowa, dublet elektronowy – termin określający dwa elektrony zajmujące ten sam orbital atomowy lub molekularny, lecz mające przeciwne spiny.
Pojęcie pary elektronowej zostało wprowadzone przez Gilberta N. Lewisa w jego przełomowym artykule z 1916 roku.